# 32e cérémonie des Imagen Awards
 (octobre 2017).
La 32e cérémonie des Imagen Awards a lieu le 18 août 2017 à Beverly Hills.
Les Imagen Awards est une association américaine dont le but est d'« encourager et reconnaître les représentations positives de Latinos dans l'industrie du divertissement.
Les premières nominations sont annoncées le 6 juillet 2017.

## Palmarès
Les lauréats sont indiqués ci-dessous dans chaque catégorie et en caractères gras ★.

### Best Picture
- A Change of Heart (Surprise Film, LLC)
- Beatriz at Dinner (Roadside Attractions)
- The Boatman (Film Punk Films, Indie Rights)
- How to be a Latin Lover (3Pas Studios)

### Best Director
- Miguel Arteta, Beatriz at Dinner (Roadside Attractions)
- Ricardo de Montreuil, Lowriders (BH TILT)
- Greg Morgan, The Boatman (Film Punk Films, Indie Rights)
- Kenny Ortega, A Change of Heart (Surprise Film, LLC)

### Best Actor – Feature Film
- Gabriel Chavarria, Lowriders (Blumhouse Productions, Imagine Entertainment, Universal Pictures)
- Eugenio Derbez, How to be a Latin Lover (3Pas Studios)
- Lou Diamond Phillips, Created Equal (Created Equal Productions/T-CAT Films)
- Diego Luna, Rogue One: A Star Wars Story (Lucasfilm, Walt Disney Studios)
- Theo Rossi, Lowriders (BH TILT)
- Oscar Torre, The Boatman (Film Punk Films, Indie Rights)

### Best Actress – Feature Film
- Giovanna Cappetta, The Kids from 62-F (Red Sea Media)
- Edy Ganem, Created Equal (Created Equal Productions/T-CAT Films)
- Salma Hayek, How to be a Latin Lover (3Pas Studios)
- Salma Hayek, Beatriz at Dinner (Roadside Attractions)
- Eva Longoria, Lowriders (BH TILT)

### Best Primetime Television Program – Drama
- Chicago Fire (NBC; NBC Universal and Wolf Entertainment)
- East Los High (Hulu, Wise Entertainment, Into Action Films, Population Media Center, Inc.)
- Major Crimes (TNT; Warner Bros. Television, Shepard/Robin Company)
- Queen of the South (USA Network; Fox Television and Universal Cable Productions)
- Rosewood (FOX; Temple Hill in assoc. w/ 20th Century Fox Television)
- Shades of Blue (NBC; Universal Television, Nuyorican Productions, EGTV, Ryan Seacrest Productions, Jack Orman Productions)

### Best Primetime Television Program – Comedy
- Brooklyn Nine-Nine (FOX; Universal Television, Fremulon, Dr. Goor Productions and 3 Arts Entertainment)
- Jane The Virgin (The CW Network; CBS TVS)
- Lopez (TV LAND; TV Land Original Productions, 3 Arts)
- Modern Family (ABC; 20th Century Fox Television in assoc. w/ Steven Levitan Productions and Picador Productions)
- Au fil des jours (Netflix; Sony Pictures Television for Netflix)
- Superstore (NBC; Universal Television)

### Best Primetime Program: Special, Movies, & Mini-Series
- Adventures in Babysitting (Disney Channel; Disney Channel Original Movies)
- American Crime (ABC; ABC Studios)
- Custody (Lifetime Network; Lucky Monkey Pictures, Mustard & Company in association with the Green-Light Group & JuVee Productions)
- Emerald City (NBC; Universal Television)
- The Rocky Horror Picture Show: Let’s Do the Time Warp Again (FOX; Fox 21 Television Studios, Ode Sounds & Visuals and the Jackal Group)

### Best Actor – Television
- Joaquim de Almeida, Reine du Sud (USA Network; Fox Television and Universal Cable Productions)
- Guillermo Diaz, Scandal (ABC; ‘Shondaland and ABC Studios for ABC)
- Miguel Gomez, The Strain (FX; FX Productions)
- Alfonso Herrera, The Exorcist (FOX; 20th Century Fox Television / Morgan Creek Productions)
- George Lopez, Lopez (TV LAND; TV Land Original Productions, 3 Arts)
- Jon Seda, Chicago P.D. (NBC; NBC Universal and Wolf Entertainment)

### Best Actress – Television
- Adria Arjona, Emerald City (NBC; Universal Television)
- Alice Braga, Reine du Sud (USA Networks; Fox Television and Universal Cable Productions)
- Aimee Carrero, Elena d'Avalor (Disney Junior; Disney Television Animation)
- Jennifer Lopez, Shades of Blue (NBC; Universal Television, Nuyorican Productions, EGTV, Ryan Seacrest Productions, Jack Orman Productions)
- Justina Machado, Au fil des jours (Netflix; Sony Pictures Television for Netflix)
- Catalina Sandino Moreno, Custody (Lifetime Network; Lucky Monkey Pictures, Mustard & Company in association with the Green-Light Group & JuVee Productions)

### Best Supporting Actor – Television
- Desmin Borges (en), You're the Worst (FX; FX Productions)
- Jaime Camil, Jane the Virgin (CW; Poppy Productions, RCTV, Electus, CBS Television Studio, Warner Bros. Television/CW)
- Peter Gadiot, Reine du Sud (USA Network; Fox Television and Universal Cable Productions)
- Joe Minoso, Chicago Fire (NBC; NBC Universal and Wolf Studios)
- Alfred Molina, Feud : Bette and Joan (FX; Fox 21 Television Studios)
- Jon Seda, Chicago Justice (NBC; NBC Universal and Wolf Entertainment)

### Best Supporting Actress – Television
- Ivonne Coll, Jane the Virgin (CW; Poppy Productions, CW TV Networks)
- Veronica Falcon, Reine du Sud (USA Network; Fox Television and Universal Cable Productions)
- Isabella Gomez, Au fil des jours (Netflix; Sony Pictures Television for Netflix)
- Rita Moreno, Au fil des jours (Netflix; Sony Pictures Television for Netflix)
- Gina Torres, Suits (USA Network; Universal Cable Productions)
- Lisa Vidal, Being Mary Jane (BET Networks; Will Packer Productions)

### Best Young Actor – Television
- Cree Cicchino, Game Shakers (Nickelodeon in association with Schneider’s Bakery; Nickelodeon)
- Benjamin ‘Lil P-Nut’ Flores Jr., Game Shakers (Nickelodeon in association with Schneider’s Bakery; Nickelodeon)
- Ricardo Hurtado, School of Rock (Nickelodeon in association with Paramount Television; Nickelodeon)
- Jenna Ortega, Stuck in the Middle (Disney Junior; Disney Television Animation)
- Marcel Ruiz, One Day at a Time (Netflix; Sony Pictures Television for Netflix)

### Best Variety or Reality Show
- America Latino (LATV Networks)
- Cesar Millan’s Dog Nation (Nat Geo Wild; Leepson Bounds Entertainment for National Geographic)
- Fluffy Breaks Even (Fuse TV; Arsonhouse Entertainment, B-17 Entertainment, Fluffy Shop Studios)
- Real Time with Bill Maher (HBO; HBO Entertainment in assoc. w/ Bill Maher Productions and Brad Grey Television)
- The Real (Telepictures Productions/Warner Bros Domestic Television Distribution)
- The Riveras ( Universo; Blank Paige Productions)
- The Halo Effect (Nickelodeon; Nickelodeon in association with Warrior Poets & Ncredible Entertainment)

### Best Children’s Programming
- Dora and Friends: Into the City (Nickelodeon)
- Elena of Avalor (Disney Junior; Disney Television Animation)
- Sesame Street (HBO; Sesame Workshop)

### Best Documentary
- A Brave Heart: The Lizzie Velasquez Story (Lifetime Network; Women Rising)
- ESPN Features: SC Reportajes (ESPN Deportes (US)/ESPN Dos (Mexico); ESPN)
- Hamilton’s America (PBS; Radical Media)
- Mariela Castro’s March: “Cuba’s LGBT Revolution”(HBO; DCTV and HBO Documentary Films)
- Patria O Muerte (HBO; Triana Films in Association with HBO Documentary Films)
- Sands of Silence: Waves of Courage (Malibu International Film Festival, innerLENS Productions)

### Best Informational Program
- America by the Numbers, “The New Deciders” (PBS; Futuro Media Group for WGBH and PBS)
- ESPN Features; SC Reportajes (ESPN Deportes (US)/ESPN Dos Mexico; ESPN)
- Gaycation with Ellen Page (Viceland; Vice Media, LLC)
- Pati’s Mexican Table (WETA/Distributed nationally by American Public Television to PBS and public television stations; Co-production of Mexican Table, LLC, with WETA Washington, DC, and Follow Productions)
- Puerto Rican Voices (WIPR-TV/Vimeo; Center of Puerto Rican Studies at Hunter College/ CUNY)
- The Kitchenistas of National City (PBS; Olivewood Gardens and Learning Center)

### Best On-Air Advertising
- 2016 Walmart “Christmas Better” Campaign (Lopez Negrete Communications)
- Acura MDX: “Family Home” (Orcí; Caviar )
- DishLatino Brand Campaign (Marca Hispanic; In & Out Productions)
- En Casa Con Derbez- DishLatino Retention Campaign (Marca Hispanic; In & Out Productions)
- Honda CR-V: “Best Friends” (Orcí; Paraná Films)